# ماتیاس فریرا
ماتیاس فریرا (انگلیسی: Matias Ferreira؛ زادهٔ ۱ ژانویهٔ ۱۹۹۷) بازیکن فوتبال اهل فرانسه است.
از باشگاه‌هایی که در آن بازی کرده‌است می‌توان به باشگاه فوتبال ستاره سرخ اشاره کرد.